# おおあそ号

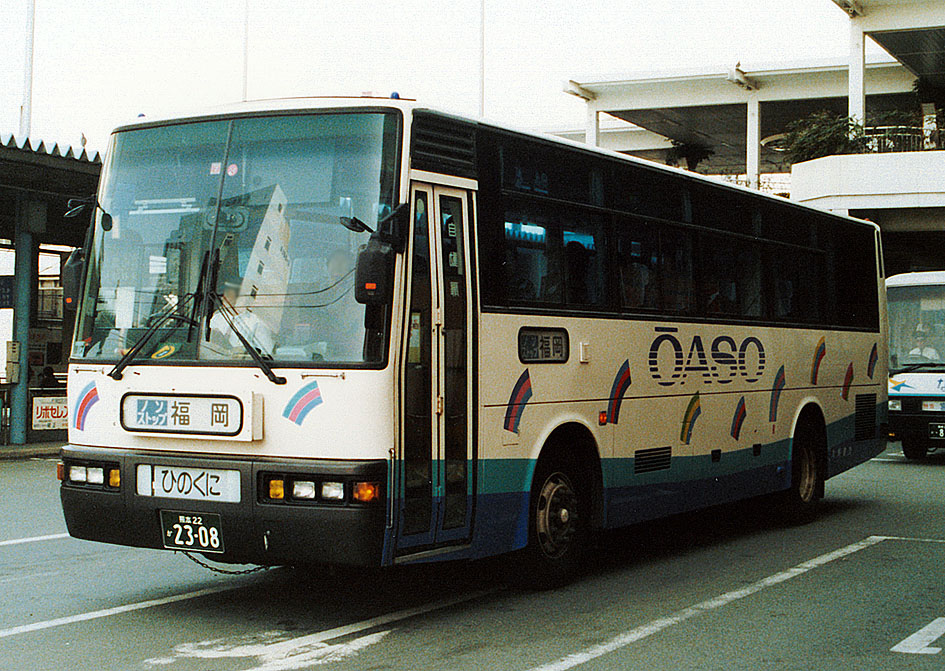
九州産業交通 おおあそ号（1992年、画像はひのくに号運用時）

おおあそ号（おおあそごう）とは、かつて九州産業交通と祐徳自動車、昭和自動車、西日本鉄道が運行していた熊本県熊本市と佐賀県佐賀市・唐津市・嬉野市を結んでいた高速バスである。

## 歴史
- 1990年4月14日　運行開始[1]。
- 1992年3月　運行廃止。

## 運行会社
- 九州産業交通
- 昭和自動車
- 祐徳自動車
- 西日本鉄道（佐賀営業所）

## 運行経路
佐賀行き
熊本交通センター － 通町筋（熊本行き降車のみ） － 味噌天神 － 水前寺公園前 － 熊本県庁前 － 帯山中学校前 － 西原 － 松の本 － 武蔵ヶ丘 － 西合志 － 植木インターチェンジ － 鹿央 － 菊水インターチェンジ － 小原 － 山川 － 瀬高 － 八女インターチェンジ － 広川 － 久留米インターチェンジ － 宮の陣 － 高速鳥栖神辺 － 高速中原 － 高速神埼  － 佐賀駅バスセンター
唐津行き
熊本交通センター － ≪※この区間は佐賀行きと同じ≫  － 佐賀駅バスセンター － 多久バスセンター － 相知支所前 － 唐津大手口バスセンター － 唐津シーサイドホテル
嬉野行き
熊本交通センター － ≪※この区間は佐賀行きと同じ≫ － 佐賀駅バスセンター － 武雄北方インターチェンジ － 嬉野インターチェンジ － 嬉野温泉バスセンター

## 車両
- 当路線で使用されていた車両は、廃止後は全てそれぞれの会社ごとに他路線へ転用されたが、経年により当時の専用車は全て廃車されている。
  - 専用車の中でも注目される点として、九州産交の車両は日野ブルーリボンRU(日野車体)といすゞスーパークルーザー(IKC)が専用車両として各2台用意され、塗装は大分線「やまびこ号」と同じデザインで車体には「OASO」の文字を入れた上で運用に就いたが、日野ブルーリボンは後に1台がひのくに号伝統色(青十字)に変更され、ひのくに号に転用された。車内構造は九州産交のひのくに号と同様での短尺車に4列座席、後部トイレ式であるが、ひのくに号との違いは前方に大型テレビが設置されテレビ放送（ビデオ映画）のサービスがあった他、トイレ横には車内公衆電話も設置されていた。廃止後は全てひのくに号に転用されるが、その半年後にはひのくに号がリニューアルされデラックス化（ビデオ映画・マルチステレオ・湯茶サービス付）されたのに伴い、ひのくに号においても車検などの専用車都合時や増便時期以外は運用には就けなくなった事から、のちに高速運用から離れ、ありあけ号、たかちほ号、あまくさ号、熊本空港リムジンなどの長距離路線車として転用される事になる。晩年はスーパークルーザー1台を除く3台が小国営業所へ転属し、快速かじか号(熊本～杖立温泉間)で運用された。残った1台のスーパークルーザーは中央営業所(後に熊本営業部高速営業所)に残留し、引き続き長距離路線予備車で使用された。なお、当路線廃止後において、塗装は晩年まで廃止当時のカラーを固持し、ひのくに青十字以外の3台は側面、後面の「OASO」の文字を消した状態でそれぞれの運用に就いていた。（※上記画像は「OASO」ロゴ消去前に「ひのくに号」の運用に就いていた貴重なコマ。）

九州産交のスーパークルーザー高速路線仕様車両は西日本車体での架装(S型)が圧倒的で、純正車体のアイ・ケイ・コーチ(IKC)架装車はこの2台のみの希少車だった。

## 特記事項
- 1990年のまさに全国における高速バス開設ラッシュ時期において運行開始されたが、熊本 - 佐賀間との交流は元々少なかったためか、当初から利用者もあまり多いとは言えず（因みに熊本～佐賀には1960年代～1970年代にも国鉄が佐賀線経由の急行列車を運転していたが、乗車率はあまり芳しいものとはいえなかった）、赤字覚悟ながら当初見込んでいた採算を大幅に割ったため、1992年3月にわずか2年という短い歴史に終止符が打たれた。当路線廃止以降、現在両都市間の直通手段は無いため、熊本から佐賀方面に向かう場合は熊本 - 福岡行き（「ひのくに号」植木IC経由便もしくは各停福岡空港行き）を利用した上で高速基山または久留米IC（各停便のみ停車）で下車後、佐賀方面行きのバスに乗り換えが必要。JR利用の場合は、熊本駅から博多方面行き新幹線を利用した上で新鳥栖駅から在来線の長崎本線佐賀方面行き列車に乗り換える方法もある。
  - なお、2013年8月1日からは熊本 - 佐世保線「さいかい号」が高速鳥栖神辺に停車するようになり、同バス停から福岡 - 佐賀線「わかくす号」への乗り継ぎが可能となった事で佐賀市内へのアクセスが便利になるとともに、乗り継ぎにおいて割安となる「熊本 - 高速鳥栖神辺 - 佐賀間乗継乗車券」も発売開始したものの、こちらにおいても2014年9月30日をもって路線が廃止された。